# バンダイナムコエンターテインメントフェスティバル
バンダイナムコエンターテインメントフェスティバル（英: BANDAI NAMCO ENTERTAINMENT FESTIVAL）は、2019年から開催されているバンダイナムコエンターテインメント主催のライブイベント。

## 概要
バンダイナムコエンターテインメントのエンターテインメント事業強化の一環として企画された、IPの垣根を超えたエンターテインメントライブ。アイドルをテーマとしたコンテンツのアーティストが中心に出演し同社の手掛けるアイドル以外の作品の主題歌を手掛けたアーティストのパフォーマンスも交えて各作品のファンが他のIPへ興味を持つ機会作りを図る。

## 2019年
2019年10月19日・20日に東京ドームにて開催。

### 出演者・作品
DAY 1（10月19日）
司会
- 小野坂昌也
- 仲村宗悟

アイドルマスターシリーズ
- アイドルマスター シンデレラガールズ - new generations、レイジー・レイジー、羽衣小町、アイドルマスター シンデレラガールズ U149
- アイドルマスター ミリオンライブ！ シアターデイズ - アイドルマスター 765ミリオンスターズ
- アイドルマスター SideM - DRAMATIC STARS、Jupiter、W、High×Joker、神速一魂、もふもふえん、S.E.M、THE 虎牙道、Legenders、FRAME

テイルズ オブ シリーズ
- テイルズ オブ ヴェスペリア/テイルズ オブ アスタリア ～結晶の大地と導きの光～ - BONNIE PINK
- テイルズ オブ レジェンディア/テイルズ オブ アスタリア - Do As Infinity
- テイルズ オブ リバース - Every Little Thing
- テイルズ オブ ベルセリア/テイルズ オブ ゼスティリア ザ クロス - FLOW

その他
- 機動戦士ガンダム40周年プロジェクト - T.M.Revolution/西川貴教、玉置成実
- コードギアス 反逆のルルーシュシリーズ - FLOW

DAY 2（10月20日）
司会
- 中村繪里子
- 松嵜麗

アイドルマスターシリーズ
- アイドルマスター - 765プロオールスターズ
- アイドルマスター シンデレラガールズ - LiPPS、individuals、HappyHappyTwin、* (Asterisk)
- アイドルマスター ミリオンライブ！ - 閃光☆HANABI団、D/Zeal、4 Luxury、木戸衣吹
- アイドルマスター シャイニーカラーズ - イルミネーションスターズ、アンティーカ、放課後クライマックスガールズ、アルストロメリア、ストレイライト
- アイドルマスター XENOGLOSSIA - 橋本みゆき、結城アイラ

アイカツ！シリーズ
- アイカツ！ - 霧島若歌、遠藤瑠香
- アイカツスターズ！ - 堀越せな
- アイカツフレンズ！ - 友希あいね（松永あかね）、湊みお（木戸衣吹）
- アイカツオンパレード！ - 姫石らき（逢来りん）

その他
- ラブライブ！サンシャイン!! - Guilty Kiss
- ワンダーモモ - 桃井はるこ

### 周辺会場企画
- ラクーアガーデンステージ
  - 開催お祝い色紙展示
  - 「アソビストアスペシャルステージ」コンテンツ - MCスペシャルメッセージ映像、ミライ小町ヴァーチャルDJステージを上映
- ラクーア1Fイベント広場
  - みんなで作ろうメッセージボード! - コメントを書いた付箋を集め、パックマンのイラストをかたどったメッセージボードを完成させる。
  - アソビストアパビリオン! - バンダイナムコエンターテインメント公式通販「アソビストア」の最新グッズやコンテンツを展示。

### セットリスト
1. Beyond The Dream / アイドルマスター SideM
2. トレジャー・パーティー！ / 木村龍（濱健人）・若里春名（白井悠介）・蒼井悠介（菊池勇成）
3. 永遠なる四銃士 / 天道輝（仲村宗悟）・握野英雄（熊谷健太郎）・紅井朱雀（益山武明）・葛之葉雨彦（笠間淳）
4. Baile Apasionado / 橘志狼（古畑恵介）・硲道夫（伊東健人）・牙崎漣（小松昌平）
5. MEET THE WORLD! / アイドルマスター SideM
6. BURN / FLOW
7. 風ノ唄 / FLOW
8. INNOSENSE / FLOW
9. COLORS / FLOW
10. WORLD END / FLOW
11. TAO / Do As Infinity
12. believe in you / Do As Infinity
13. Believe / 玉置成実
14. Reason / 玉置成実
15. Realize / 玉置成実
16. 鐘を鳴らして / BONNIE PINK
17. We Belong / BONNIE PINK
18. できたてEvo! Revo! Generation! / new generations
19. ドレミファクトリー！ / アイドルマスター シンデレラガールズU149
20. クレイジークレイジー / レイジー・レイジー
21. 美に入り彩を穿つ / 羽衣小町
22. お願い！シンデレラ / アイドルマスター シンデレラガールズ
23. Eternal Harmony / エターナルハーモニー[メンバー 30]
24. HOME, SWEET FRIENDSHIP / リコッタ[メンバー 31]
25. 深層マーメイド / 我那覇響（沼倉愛美）・伊吹翼（Machico）
26. Beat the World!!! / 菊地真（平田宏美）・舞浜歩（戸田めぐみ）
27. Flyers!!! / アイドルマスター 765 ミリオンスターズ
28. good night / Every Little Thing
29. INVOKE -インヴォーク- / T.M.Revolution
30. ignited -イグナイテッド- / T.M.Revolution
31. vestige -ヴェスティージ- / T.M.Revolution
32. Meteor -ミーティア- / T.M.Revolution
33. PRIDE STAR / アイドルマスター SideM
34. DRAMATIC NONFICTION / 天道輝（仲村宗悟）・西川貴教
35. 勇敢なるキミへ / FRAME
36. バーニン・クールで輝いて / 神速一魂
37. Study Equal Magic! / S.E.M
38. BRAND NEW FIELD / Jupiter
39. DRIVE A LIVE / アイドルマスター SideM・出演者全員

1. READY!! / アイドルマスター 765プロオールスターズ
2. Star!! / アイドルマスター シンデレラガールズ
3. Welcome!! / アイドルマスター ミリオンライブ！ ミリオンスターズ
4. ダイヤモンドハッピー / わか・るか・せな
5. 輝きのエチュード / わか
6. START DASH SENSATION / るか
7. MUSIC of DREAM!!! / せな
8. SHINING LINE* / わか・るか・せな
9. ワンダーモモ＋ワンダーモモーイ / 桃井はるこ
10. バレンタイン / 桃井はるこ、仁後真耶子、長谷川明子
11. ヒカリのdestination / イルミネーションスターズ
12. OωOver!! / ＊(Asterisk)
13. アルストロメリア / アルストロメリア
14. 咲くは浮世の君花火 / 閃光☆HANABI団
15. LEADER!! / アイドルマスター 765プロオールスターズ
16. Strawberry Trapper / Guilty Kiss
17. Guilty Night, Guilty Kiss! / Guilty Kiss
18. Guilty Eyes Fever / Guilty Kiss
19. コワレヤスキ / Guilty Kiss
20. Shadow gate to love / Guilty Kiss
21. New Romantic Sailors / Guilty Kiss
22. 夢咲きAfter school / 放課後クライマックスガールズ
23. あんきら!?狂騒曲 / HappyHappyTwin
24. 花ざかりWeekend / 4 Luxury
25. 自分REST@RT / アイドルマスター 765プロオールスターズ
26. 微熱S.O.S!! / 橋本みゆき
27. 残酷よ希望となれ / 結城アイラ
28. ひとりじゃない！ / あいね・みお from BEST FRIENDS!
29. 窓-ココロ-ひらこう / あいねfrom BEST FRIENDS!
30. セカイは廻る / みお from BEST FRIENDS!
31. 君のEntrance / らき・あいね・みお from BEST FRIENDS!
32. アイドル活動！オンパレードVer.  / らき・あいね・みお from BEST FRIENDS!×わか・るか・せな
33. Tulip / LiPPS
34. バベルシティ・グレイス / アンティーカ
35. ハーモニクス / D/Zeal
36. Wandering Dream Chaser / ストレイライト
37. ∀NSWER / individuals
38. FairyTaleじゃいられない / 今井麻美、田所あずさ、結城アイラ
39. ToP!!!!!!!!!!!!! / アイドルマスター 765 プロオールスターズ
40. Spread the Wings!! / アイドルマスター シャイニーカラーズ
41. UNION!! / アイドルマスター ミリオンライブ！ ミリオンスターズ・木戸衣吹
42. GOIN'!!! / アイドルマスター シンデレラガールズ
43. The world is all one!! / アイドルマスター 765プロオールスターズ・出演者全員

### 関連商品
- メモリアルブックレット
  - 2日間のセットリストや写真、出演アーティストのメッセージが掲載されたブックレット。一部アーティストの座談会も収録されている。

- バンダイナムコエンターテインメントフェスティバル開催記念 NON-STOP MIX CD DAY1/DAY2
  - DJ和による各日のセットリストから構成されたノンストップミックスCD。

- バンダイナムコエンターテインメントフェスティバル 2days LIVE Blu-ray（2020年9月9日）
  - 公演の模様を収録したBlu-ray。各日2枚組。

## 2nd
2020年も東京ドームにて開催されることが2019年の公演後に発表された。その後、新型コロナウイルス感染症の影響により、開催日が2021年2月6日・7日に変更され、各日最大2万人収容予定だったが、日本国政府より改正・新型インフルエンザ等対策特別措置法32条1項に基づく緊急事態宣言が発令されたことにより各日5000人制限が課されたため、開催延期となった。最終的に会場も変更される形となり、2022年5月14・15日にZOZOマリンスタジアムで開催決定した。これに伴い、一部出演アーティストの変更が発生している。今回はASOBISTAGEにて有料配信も行われた。

### 出演者・作品
以下は、延期日程での実際の出演者。
両日共通
司会
- ヒャダイン
- 宇垣美里

DAY 1（5月14日）
アイドルマスターシリーズ
- アイドルマスター シンデレラガールズ - 渋谷凛（福原綾香）、北条加蓮（渕上舞）、神谷奈緒（松井恵理子）、一ノ瀬志希（藍原ことみ）、二宮飛鳥（青木志貴）、浅利七海（井上ほの花）、西園寺琴歌（安齋由香里）、八神マキノ（二ノ宮ゆい）
- アイドルマスター ミリオンライブ！ - ストロベリーポップムーン、花咲夜、miraclesonic☆expassion
- アイドルマスター スターリットシーズン - プロジェクトルミナス

テイルズ オブ シリーズ
- テイルズ オブ シンフォニア/テイルズ オブ シンフォニア -ラタトスクの騎士-/テイルズ オブ ザ テンペスト - misono
- テイルズ オブ ザ ワールド レディアント マイソロジー2 - BACK-ON

アイカツ！シリーズ
- アイカツ！/アイカツスターズ！ - 霧島若歌、遠藤瑠香、堀越せな、ささかまリス子、藤城リエ
- アイカツフレンズ！ - 友希あいね（松永あかね）、湊みお（木戸衣吹）、神城カレン（田所あずさ）
- アイカツオンパレード！ - 姫石らき（逢来りん）
- アイカツプラネット！ - 音羽舞桜・ハナ（伊達花彩）、珠樹るり・ルリ（小椋梨央）、月城愛弓・キューピット（瑞季）、梅小路響子・ビート（長尾寧音）、本谷栞・シオリ（渡邊璃音）、栗六杏・アン（エイミー）、陽明咲・ローズ（宇野愛海）、糸井紗良・サラ（羽野瑠華）

ラブライブ!シリーズ
- ラブライブ！虹ヶ咲学園スクールアイドル同好会 - 上原歩夢（大西亜玖璃）、桜坂しずく（前田佳織里）、R3BIRTH
- ラブライブ！スーパースター!! - Liella!

その他
- 電音部 - 外神田文芸高校、神宮前参道學園、港白金女学院
- ガンダムビルドファイターズ/ガンダムビルドファイターズトライ - BACK-ON

DAY 2（5月15日）
アイドルマスターシリーズ
- アイドルマスター - 765プロオールスターズ
- アイドルマスター SideM - Jupiter、High×Joker、神速一魂、Café Parade、THE 虎牙道、F-LAGS、Legenders、C.FIRST
- アイドルマスター シャイニーカラーズ - イルミネーションスターズ、アンティーカ、放課後クライマックスガールズ、アルストロメリア、ストレイライト、ノクチル、シーズ
- THE IDOLM@STER FIVE STARS!!!!! - 天海春香（中村繪里子）、菊地真（平田宏美）、島村卯月（大橋彩香）、宮本フレデリカ（髙野麻美）、春日未来（山崎はるか）、白石紬（南早紀）、伊集院北斗（神原大地）、黒野玄武（深町寿成）、櫻木真乃（関根瞳）、桑山千雪（芝崎典子）

テイルズ オブ シリーズ
- テイルズ オブ デスティニー/テイルズ オブ ハーツ R/テイルズ オブ ザ レイズ フェアリーズ レクイエム - DEEN
- テイルズ オブ アライズ - 感覚ピエロ

ラブライブ!シリーズ
- ラブライブ！サンシャイン!! - 黒澤ダイヤ（小宮有紗）、黒澤ルビィ（降幡愛）、渡辺曜（斉藤朱夏）、津島善子（小林愛香）
- ラブライブ！虹ヶ咲学園スクールアイドル同好会 - DiverDiva、QU4RTZ

ガンダムシリーズ
- 機動戦士ガンダムSEED/機動戦士ガンダムSEED DESTINY - T.M.Revolution/西川貴教
- 機動戦士ガンダム40周年プロジェクト - SUGIZO&INORAN from LUNA SEA

### セットリスト
1. Dreaming! / アイドルマスター ミリオンライブ！
2. 百花は月下に散りぬるを / 	花咲夜
3. 絶対的Performer / 	miraclesonic★expassion
4. ABSOLUTE RUN!!! / ストロベリーポップムーン
5. Harmony 4 You / アイドルマスター ミリオンライブ！
6. START!! True dreams / Liella!
7. だから僕らは鳴らすんだ！ / Liella!
8. ノンフィクション!! / Liella!
9. Day1 / Liella!
10. Shooting Voice!! / Liella!
11. What a Wonderful Dream!! / Liella!
12. Maze Town / ラブライブ！虹ヶ咲学園スクールアイドル同好会
13. MONSTER GIRLS / ラブライブ！虹ヶ咲学園スクールアイドル同好会
14. TOKIMEKI Runners / ラブライブ！虹ヶ咲学園スクールアイドル同好会
15. Love U my friends / ラブライブ！虹ヶ咲学園スクールアイドル同好会
16. Just Believe!!! / ラブライブ！虹ヶ咲学園スクールアイドル同好会
17. episode Solo / 遠藤瑠香、堀越せな
18. ヒラリ/ヒトリ/キラリ / 霧島若歌、ささかまリス子
19. プライド / 田所あずさ（神城カレン役）、逢来りん（姫石らき役）
20. チュチュ・バレリーナ / 遠藤瑠香、藤城リエ
21. VS(ヴァーサス) / misono
22. そして僕にできるコト / misono
23. Starry Heavens / misono
24. 二人三脚 / misono
25. ホ・ン・ト・ウ・ソ / misono
26. SESSION! / プロジェクトルミナス
27. GR@TITUDE / プロジェクトルミナス
28. 君のEntrance / 松永あかね（友希あいね役）、木戸衣吹（湊 みお役）、逢来りん（姫石らき役）
29. アイドル活動！オンパレード！ver. / 霧島若歌、遠藤瑠香、堀越せな、ささかまリス子、藤城リエ、松永あかね（友希あいね役）、木戸衣吹（湊 みお役）、逢来りん（姫石らき役）
30. Bloomy＊スマイル / アイカツプラネット！
31. HAPPY∞アイカツ！ / アイカツプラネット！
32. ニブンノイチ / BACK-ON
33. セルリアン / BACK-ON
34. flyaway / BACK-ON
35. where is the future? / BACK-ON
36. with you feat. Me / BACK-ON×misono
37. Hyper Bass 2022 (feat. Yunomi) / 電音部
38. Future (feat. ミディ) / 電音部
39. 麻布アウトバーン (Prod. ケンモチヒデフミ) / 電音部
40. IAM (feat. Shogo, Tsubasa) / 電音部
41. pop enemy (feat. Shinpei Nasuno) / 電音部
42. NEW FRONTIER! / 電音部
43. Shine!! / アイドルマスターシンデレラガールズ
44. Let's Sail Away!!! / 井上ほの花、安齋由香里、二ノ宮ゆい
45. バベル / 藍原ことみ、青木志貴
46. Trancing Pulse / 福原綾香、渕上舞、松井恵理子
47. GOIN'!!! / アイドルマスターシンデレラガールズ（三宅麻理恵、五十嵐裕美を含む）

1. シャイノグラフィ / アイドルマスター シャイニーカラーズ
2. いつだって僕らは / ノクチル
3. OH MY GOD / シーズ
4. 太陽キッス / 放課後クライマックスガールズ
5. Hide & Attack / ストレイライト
6. スマイルシンフォニア / イルミネーションスターズ
7. ハピリリ / アルストロメリア
8. Black Reverie / アンティーカ
9. Dye the sky. / アイドルマスター シャイニーカラーズ
10. Growing Smiles! / アイドルマスターSideM
11. リトルハピネス / 狩野翔、児玉卓也、三瓶由布子、汐谷文康、宮﨑雅也
12. ANYWHERE / 神原大地、渡辺紘、深町寿成、比留間俊哉、笠間淳、伊瀬結陸
13. RED HOT BEAT!! / 小林大紀、小松昌平、濱野大輝、浦尾岳大、大塚剛央
14. We're the one / C.FIRST
15. 夢色VOYAGER / F-LAGS
16. DRIVE A LIVE / アイドルマスターSideM
17. HIBANA / 感覚ピエロ
18. モノクロセンチメンタルビリーバー / 感覚ピエロ
19. Beyond The Dream / 感覚ピエロ×アイドルマスターSideM (High×Joker、Café Parade、THE 虎牙道、Legenders)
20. THE SECRET NiGHT / ラブライブ！虹ヶ咲学園スクールアイドル同好会
21. SUPER NOVA / ラブライブ！虹ヶ咲学園スクールアイドル同好会
22. Swinging! / ラブライブ！虹ヶ咲学園スクールアイドル同好会
23. Sing & Smile!! / ラブライブ！虹ヶ咲学園スクールアイドル同好会
24. TOKIMEKI Runners / ラブライブ！虹ヶ咲学園スクールアイドル同好会
25. VOY@GER / THE IDOLM@STER FIVE STARS!!!!!
26. POPLINKS TUNE!!!!! / THE IDOLM@STER FIVE STARS!!!!!
27. なんどでも笑おう / THE IDOLM@STER FIVE STARS!!!!!
28. 永遠の明日 / DEEN
29. ミライからの光 / DEEN
30. 間違いない世界 / DEEN
31. 夢であるように / DEEN
32. Aqours Pirates Desire / Aqours
33. スリリング・ワンウェイ / Aqours
34. JIMO-AI Dash! / Aqours
35. MY舞☆TONIGHT / Aqours
36. CHANGE!!!! / 765PRO ALLSTARS
37. Fate of the World / 中村繪里子、今井麻美、長谷川明子
38. キラメキラリ / 仁後真耶子、若林直美
39. my song / たかはし智秋、釘宮理恵、平田宏美
40. 自分REST@RT / 765PRO ALLSTARS
41. THE BEYOND / SUGIZO&INORAN from LUNA SEA
42. INVOKE -インヴォーク- / T.M.Revolution 西川貴教
43. ignited -イグナイテッド- / T.M.Revolution 西川貴教
44. Imaginary Ark / T.M.Revolution 西川貴教
45. Zips SUGIZO&INORAN from LUNA SEA×西川貴教

### ユニットメンバー
1. ↑  島村卯月（大橋彩香）、渋谷凛（福原綾香）、本田未央（原紗友里）
2. ↑  一ノ瀬志希（藍原ことみ）、宮本フレデリカ（髙野麻美）
3. ↑  小早川紗枝（立花理香）、塩見周子（ルゥティン）
4. ↑  佐々木千枝（今井麻夏）、龍崎薫（春瀬なつみ）、結城晴（小市眞琴）、橘ありす（佐藤亜美菜）
5. ↑  天海春香（中村繪里子）、如月千早（今井麻美）、菊地真（平田宏美)、我那覇響（沼倉愛美）、伊吹翼（Machico）、エミリー スチュアート（郁原ゆう）、ジュリア（愛美）、周防桃子（渡部恵子）、横山奈緒（渡部優衣）、徳川まつり（諏訪彩花）、豊川風花（末柄里恵）、福田のり子（浜崎奈々）、舞浜歩（戸田めぐみ）、松田亜利沙（村川梨衣）
6. ↑  天道輝（仲村宗悟）
7. ↑  天ヶ瀬冬馬（寺島拓篤）、御手洗翔太（松岡禎丞）、伊集院北斗（神原大地）
8. ↑  蒼井悠介（菊池勇成）
9. ↑  若里春名（白井悠介）
10. ↑  紅井朱雀（益山武明）、黒野玄武（深町寿成）
11. ↑  橘志狼（古畑恵介）
12. ↑  硲道夫（伊東健人）、舞田類（榎木淳弥）、山下次郎（中島ヨシキ）
13. ↑  牙崎漣（小松昌平）
14. ↑  葛之葉雨彦（笠間淳）
15. ↑  握野英雄（熊谷健太郎）、木村龍（濱健人）、信玄誠司（増元拓也）
16. ↑  天海春香（中村繪里子）、如月千早（今井麻美）、高槻やよい（仁後真耶子）、秋月律子（若林直美）、三浦あずさ（たかはし智秋）、水瀬伊織（釘宮理恵）、菊地真（平田宏美）、星井美希（長谷川明子）、我那覇響（沼倉愛美）
17. ↑  一ノ瀬志希（藍原ことみ）、速水奏（飯田友子）、宮本フレデリカ（髙野麻美）、城ヶ崎美嘉（佳村はるか）、塩見周子（ルゥティン）
18. ↑  早坂美玲（朝井彩加）、森久保乃々（高橋花林）、星輝子（松田颯水）
19. ↑  双葉杏（五十嵐裕美）、諸星きらり（松嵜麗）
20. ↑  前川みく（高森奈津美）、多田李衣菜（青木瑠璃子）
21. ↑  高山紗代子（駒形友梨）、横山奈緒（渡部優衣）、高坂海美（上田麗奈）、佐竹美奈子（大関英里）、福田のり子（浜崎奈々）
22. ↑  ジュリア（愛美）、最上静香（田所あずさ）
23. ↑  桜守歌織（香里有佐）、豊川風花（末柄里恵）、北上麗花（平山笑美）、馬場このみ（高橋未奈美）
24. 1 2  櫻木真乃（関根瞳）、風野灯織（近藤玲奈）、八宮めぐる（峯田茉優）
25. ↑  月岡恋鐘（礒部花凜）、田中摩美々（菅沼千紗）、白瀬咲耶（八巻アンナ）、三峰結華（成海瑠奈）、幽谷霧子（結名美月）
26. ↑  小宮果穂（河野ひより）、園田智代子（白石晴香）、西城樹里（永井真里子）、杜野凛世（丸岡和佳奈）、有栖川夏葉（涼本あきほ）
27. 1 2  大崎甘奈（黒木ほの香）、大崎甜花（前川涼子）、桑山千雪（芝崎典子）
28. 1 2  芹沢あさひ（田中有紀）、黛冬優子（幸村恵理）、和泉愛依（北原沙弥香）
29. ↑  桜内梨子（逢田梨香子）、津島善子（小林愛香）、小原鞠莉（鈴木愛奈）
30. ↑  如月千早（今井麻美）、エミリー スチュアート（郁原ゆう）、ジュリア（愛美）、徳川まつり（諏訪彩花）、豊川風花（末柄里恵）
31. ↑  天海春香（中村繪里子）、周防桃子（渡部恵子）、福田のり子（浜崎奈々）、松田亜利沙（村川梨衣）、横山奈緒（渡部優衣）
32. ↑  春日未来（山崎はるか）、最上静香（田所あずさ）、伊吹翼（Machico）
33. ↑  エミリー スチュアート（郁原ゆう）、白石紬（南早紀）、天空橋朋花（小岩井ことり）
34. ↑  舞浜歩（戸田めぐみ）、福田のり子（浜崎奈々）、島原エレナ（角元明日香）
35. ↑  天海春香（中村繪里子）、菊地真（平田宏美）、安部菜々（三宅麻理恵）、双葉杏（五十嵐裕美）、春日未来（山崎はるか）、大崎甘奈（黒木ほの香）、大崎甜花（前川涼子）、奥空心白（田中あいみ）
36. ↑  三船栞子（小泉萌香）、ミア・テイラー（内田秀）、鐘嵐珠（法元明菜）
37. ↑  日高零奈（蔀祐佳）、東雲和音（天音みほ）、茅野ふたば（堀越せな)
38. ↑  桜乃美々兎（小坂井祐莉絵）、水上雛（大森日雅）、犬吠埼紫杏（長谷川玲奈）
39. ↑  黒鉄たま（秋奈）、白金煌（小宮有紗）、灰島銀華（澁谷梓希）
40. ↑  天海春香（中村繪里子）、如月千早（今井麻美）、高槻やよい（仁後真耶子）、秋月律子（若林直美）、三浦あずさ（たかはし智秋）、水瀬伊織（釘宮理恵）、菊地真（平田宏美）、星井美希（長谷川明子）
41. ↑  伊集院北斗（神原大地）
42. ↑  榊夏来（渡辺紘）
43. ↑  黒野玄武（深町寿成）
44. ↑  神谷幸広（狩野翔）、卯月巻緒（児玉卓也）、水嶋咲（小林大紀）
45. ↑  牙崎漣（小松昌平）、円城寺道流（濱野大輝）
46. ↑  秋月涼（三瓶由布子）、兜大吾（浦尾岳大）、九十九一希（比留間俊哉）
47. ↑  葛之葉雨彦（笠間淳）、北村想楽（汐谷文康）
48. ↑  天峰秀（伊瀬結陸）、花園百々人（宮﨑雅也）、眉見鋭心（大塚剛央）
49. ↑  月岡恋鐘（礒部花凜）、田中摩美々（菅沼千紗）、白瀬咲耶（八巻アンナ）、三峰結華（希水しお）、幽谷霧子（結名美月）
50. ↑  小宮果穂（河野ひより）、園田智代子（白石晴香）、杜野凛世（丸岡和佳奈）、有栖川夏葉（涼本あきほ）
51. ↑  浅倉透（和久井優）、樋口円香（土屋李央）、福丸小糸（田嶌紗蘭）、市川雛菜（岡咲美保）
52. ↑  七草にちか（紫月杏朱彩）、緋田美琴（山根綺）
53. ↑  朝香果林（久保田未夢）、宮下愛（村上奈津実）
54. ↑  中須かすみ（相良茉優）、近江彼方（鬼頭明里）、エマ・ヴェルデ（指出毬亜）、天王寺璃奈（田中ちえ美）